# Dobinea vulgaris
Dobinea vulgaris là một loài thực vật có hoa trong họ Đào lộn hột. Loài này được Buch.-Ham. ex D.Don mô tả khoa học đầu tiên năm 1825.